# Daniel Kriener

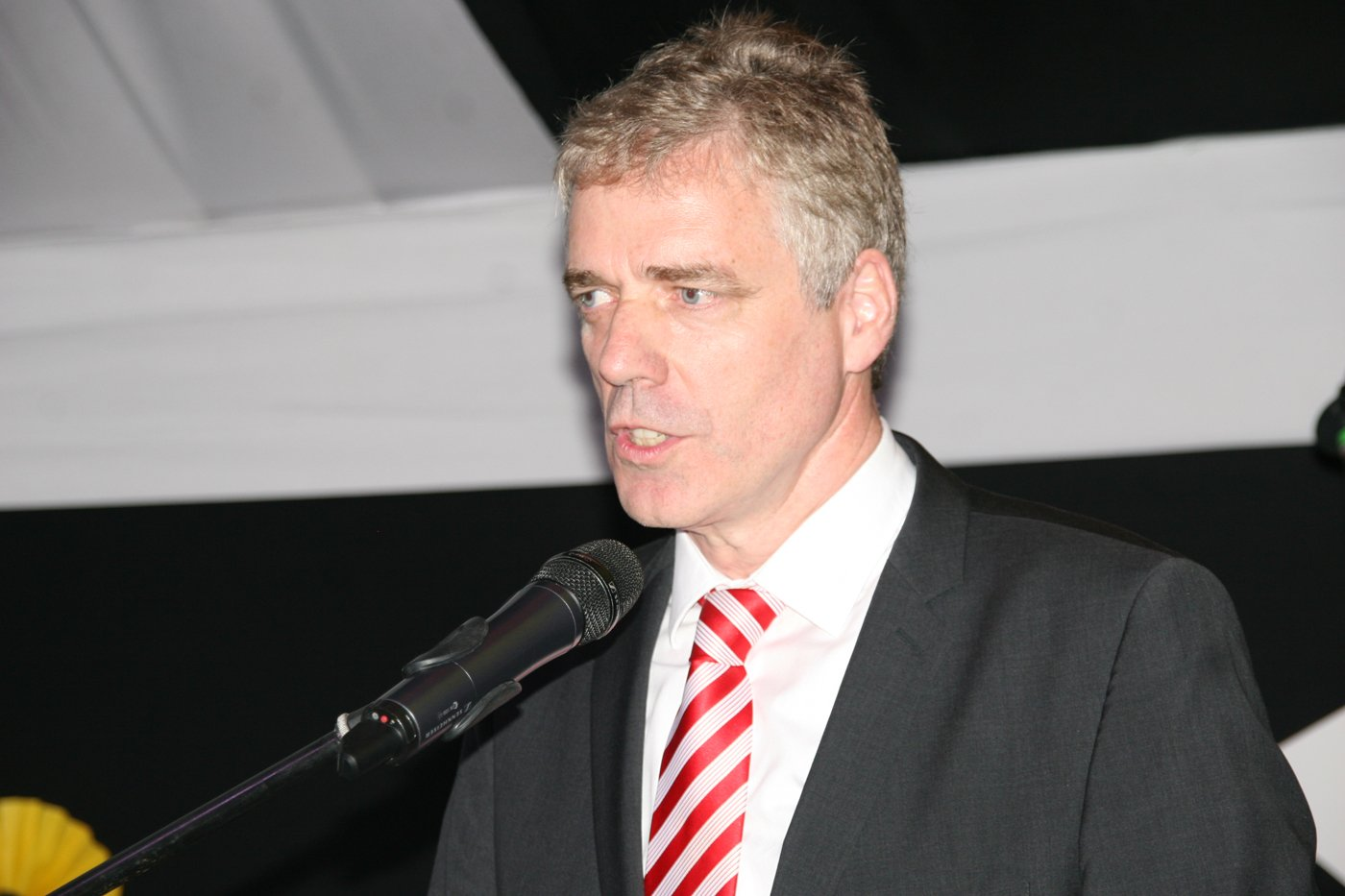
Daniel Kriener, 2018

Daniel Kriener (* 18. Oktober 1960 in Beirut, Libanon) ist ein deutscher Diplomat. Er war von 2018 bis 2022 Botschafter der Bundesrepublik Deutschland in Venezuela. Seit 2022 ist er deutscher Botschafter in Costa Rica.

## Leben
Kriener wurde als Sohn von Heta, geb. Bentlage, und Gustav Adolf Kriener in Beirut geboren, als sein Vater als Pfarrer im dortigen Auslandspfarramt eine Stelle bekleidete. Er hat fünf Brüder. Nach dem Abitur am Wilhelm-Dörpfeld-Gymnasium in Wuppertal absolvierte er seinen Zivildienst von 1979 bis 1981 als Freiwilliger der Aktion Sühnezeichen Friedensdienste in Birmingham/Coventry Cathedral. Danach begann Kriener ein Studium an der Philipps-Universität Marburg, welches er 1989 mit einem Diplom in Politikwissenschaften ablegte. Im Anschluss erhielt er für 1989 und 1990 ein Forschungsstipendium an der Polnischen Akademie der Wissenschaft in Warschau.

## Laufbahn im Auswärtigen Dienst
1992 begann Kriener die Attachéausbildung im Auswärtigen Amt in Bonn. Ab 1994 war er Konsul im Generalkonsulat in Breslau (Polen). 1997/1998 absolvierte er ein Masterstudium für öffentliche Verwaltung (MPA) an der Harvard Kennedy School in Cambridge (Massachusetts). Im Anschluss war er in der Zentrale des Auswärtigen Amts Referent für Ostmitteleuropa (Slowakei, Ungarn) und den Ostseerat. 2001/2002 ging Kriener als Austauschbeamter an das US-Außenministerium nach Washington, D.C. Danach war er bis 2006 Referent in der politischen Abteilung der Botschaft Washington. Es folgten Tätigkeiten im Arbeitsstab für die Deutsche G8-Präsidentschaft 2007 und als stellvertretender Referatsleiter USA/Kanada im Auswärtigen Amt in Berlin. Von 2011 bis 2014 war Kriener Botschaftsrat an der Botschaft Santiago de Chile. 2014 wurde er erneut im Inland tätig, diesmal als Referatsleiter für die Andenstaaten.
Im Oktober 2018 folgte Daniel Kriener auf Stefan Herzberg als Botschafter der Bundesrepublik Deutschland in Caracas, Venezuela. Am 6. März 2019 wurde Kriener vom venezolanischen Außenminister Jorge Arreaza zur Persona non grata erklärt, da er sich am Vortag in die inneren Angelegenheiten des südamerikanischen Landes eingemischt habe, indem er den selbsternannten Übergangspräsidenten Juan Guaidó bei seiner Einreise am Flughafen Caracas vor einer drohenden Festnahme – wegen zuvor unerlaubter Ausreise – habe schützen wollen. Kriener war der einzige von zwölf Botschaftern, die Guaidó am Flughafen in Empfang genommen hatten, der von der venezolanischen Regierung ausgewiesen wurde. Am 6. März rief Bundesaußenminister Heiko Maas Kriener „zu Konsultationen“ in die Zentrale. Am 7. März 2019 verlautete Guaidó in einem Spiegel-Interview, dass Nicolás Maduro das Präsidentenamt illegal besetze und somit nicht das Recht habe, einen Botschafter zur unerwünschten Person zu erklären.
Seit Juli 2019 war Kriener wieder auf seinem Posten in Caracas. Er wurde dort im August 2022 durch Stefan Duppel im Amt des Botschafters abgelöst.
Seit Juli 2022 ist Kriener deutscher Botschafter in Costa Rica.

## Privatleben
Kriener ist verheiratet und hat einen Sohn.